# نسخه آزمایشی (موسیقی)

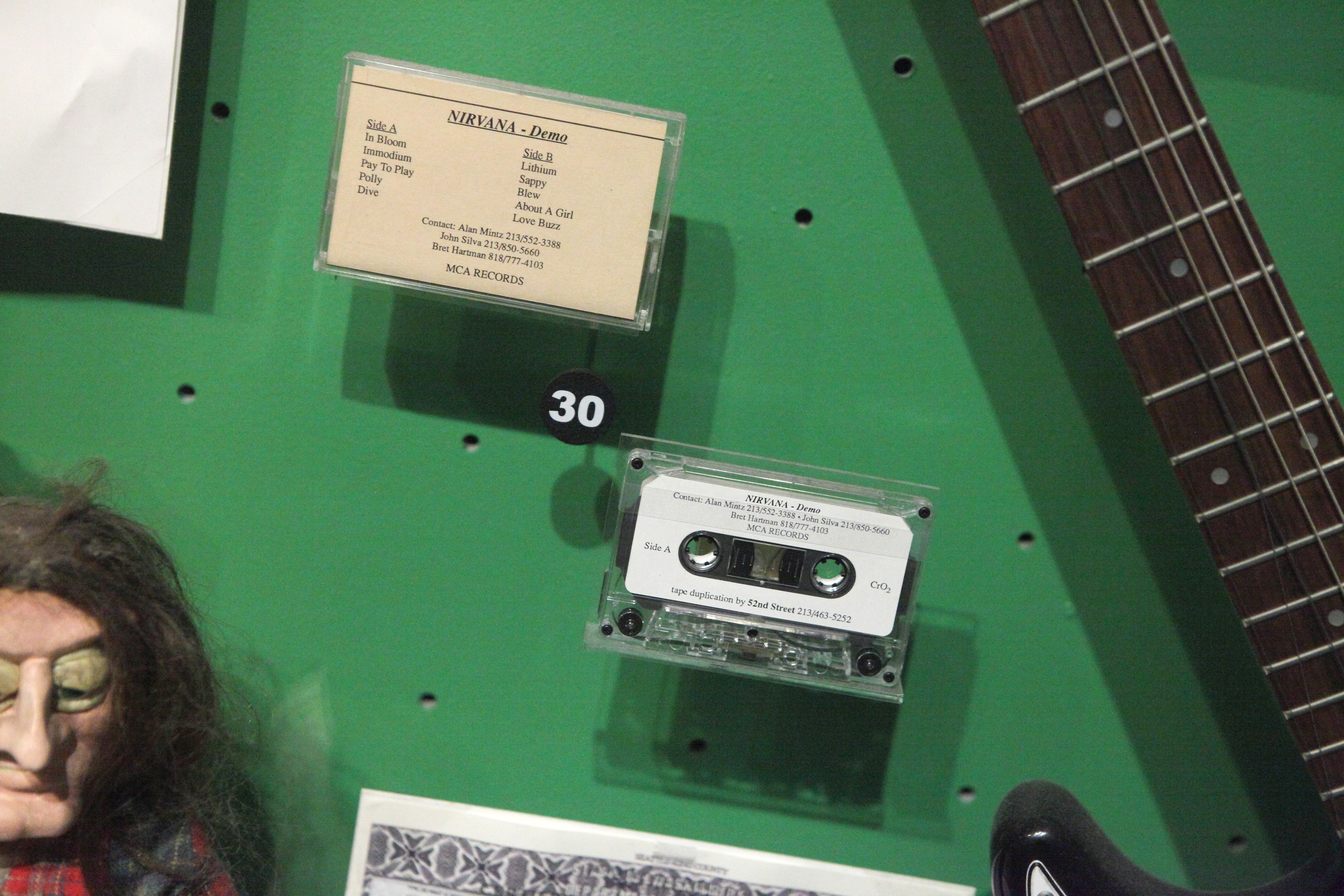
نسخه آزمایشی

یک قطعهٔ موسیقی زمانی «نسخهٔ نمایشی» نام می‌گیرد که هدف از تولید آن برای تبلیغی کوتاه از یک موزیک یایک EP و یا یک مجموعه یا همان آلبوم که در حال تولید میباشد و به زودی برای فروش یا پخش سراسری به مخاطب معرفی میشود . شرکت‌های تهیه‌کنندهٔ موسیقی با دیدن این دمو یا نسخه نمایشی جهت سرمایه‌گذاری روی ضبط و انتشار آثار گروهشان به آنها پیشنهاد و در جهت تولیدی با کیفیت و ساخت ورژن تصویری موزیک به پای قرارداد می‌نشینند . با این حال، برخی گروه‌ها که توان مالی داشته باشند به صورت خصوصی این آهنگ‌ها را رسماً منتشر می‌کنند. و یا شرکتهای تبلیغاتی یا برندهای مد و.... روی این گروه ها سرمایه‌گذاری میکنند.

## پیوندهای مرتبط
- تک‌آهنگ
- آلبوم چندآهنگه
- آلبوم پرآهنگ
- آلبوم استودیویی
- آلبوم زنده
- آلبوم ریمیکس
- آلبوم مفهومی
- آلبوم موسیقی متن
- آلبوم گردآوری‌شده
- مجموعه جعبه‌ای